# Laïs (группа)
Laïs (валл. laïs — голос, также отсылка к фр. lai, лэ, жанру французской средневековой литературы)  — бельгийская фолк-группа, образованная в Калмтхауте, в провинции Антверпен в 1994 году. Группа известна соединением текстов, иногда восходящих к Средним векам, с написанной самими участницами музыкой. Часть номеров исполняется «а капелла»; инструментальное сопровождение, если оно присутствует, включает как современные инструменты, так и средневековые (колёсная лира, никельхарпа).

## История группы
Группа в составе Йорюнн Бауэрартс, Аннелис Бросенс и Суткин Коллир была создана и впервые выступила на фестивале в Гойке в 1994 году. Первый успех пришёл в 1996 после выступления на фестивале Дранаутер в одноименной западно-фламандской деревне. Вскоре после этого Натали Делкруа заменила ушедшую Суткин Коллир. Первый альбом группы, оставшийся без названия и записанный вместе с фолк-рок группой Kadril был выпущен 19 ноября 1998 и оказался очень успешным: продюсер предполагал, что около 5 000 дисков будут проданы, однако было продано более 70 000.
После успеха первого альбома, Laïs выступила с серией концертов во Фландрии, Нидерландах, Испании и Франции, а затем последовал второй альбом, Dorothea (2000). Как и на первом на альбоме тексты песен были заимствованы из средневековых песенников. В 2000 году группа удостоилась премии ZaMu за лучший вокал 1999 года. Однако сходство двух первых альбомов означало, что следующий альбом должен был радикально отличаться от предшественников: в 2002 звукозаписывающие компании не были готовы выпустить ещё один похожий на Dorothea альбом; Douce Victime (2004) был первым шагом в этом направлении, а в The ladies second song (2007) на смену нидерландским средневековым текстам пришли стихи Йейтса, Верлена и Неруды. В музыке Laïs появились электронные элементы.
Следующий альбом (2009) был записан в сотрудничестве с Симоном Ленски, виолончелистом антверпенской группы DAAU. Мнения рецензентов об этом альбоме разделились: Дирк Стенхаут счёл сотрудничество столь разных музыкантов «идеальным союзом», vpb отметил в альбоме отсутствие единства. Midwinter tales (2013), последний на сегодняшний день альбом, соединяет песни Джона Дауленда с кавер-версией «One More Cup of Coffee» Боба Дилана.
В сентябре 2020 года после 25 лет совместного творчества из группы ушла Аннелис Бросенс. С тех пор Натали Делкруа и Йорюнн Бауэрартс продолжают выступать как Laïs вместе со своими музыкантами.

### Скандал с предполагаемым участием в националистическом студенческом союзе
В 2003 журналисты газеты «Де Морген» опубликовали информацию об участии певиц Laïs в Националистическом студенческом союзе, объясняя именно националистическими идеями интерес к средневековым фламандским текстам. Laïs выступила с заявлением, что интерес к средневековым фламандским текстам является артистическим, и что ни одна из певиц не состояла в Националистическом студенческом союзе. Публикация была основана на ошибочной информации, газета принесла извинения и опубликовала опровержение.

## Laïs в популярной культуре
Один из рецептов Йорюнн Бауэрартс вошёл от имени Laïs в кулинарную книгу бельгийских музыкантов, а англо-нидерландский разговорник рекомендует музыку Laïs для знакомства с фламандской музыкой.

## Дискография
Синглы
- 't Smidje (1998)
- De Ballade Van Boon (1999)
- Dorothea (2001)
- Le Grand Vent (2001)
- Le Renard et la Belette (2002)
- Rinaldo (2004)
- De Klacht van een Verstoten Minnares (2004)
- Kalima Kadara (2005)
- Qui a Tué Grand’maman (2006)
- In de Bleke Winterzon (2008)

Альбомы
| Альбомы и место во фламандском чарте Ultratop 50/100/200 | Дата выпуска | Впервые в чарте | Самое высокое место | Кол-во недель | Примечания |
| -------------------------------------------------------- | ------------ | --------------- | ------------------- | ------------- | ---------- |
| Laïs                                                     | 1998         | 23/01/1999      | 4                   | 52            |            |
| Dorothea                                                 | 2000         | 25/11/2000      | 7                   | 48            |            |
| A la Capella                                             | 2003         | 19/04/2003      | 9                   | 10            |            |
| Douce Victime                                            | 2004         | 10/04/2004      | 3                   | 30            |            |
| Documenta                                                | 2006         | 23/09/2006      | 13                  | 9             |            |
| The Ladies Second Song                                   | 2007         | 06/10/2007      | 12                  | 20            |            |
| Laïs Lenski                                              | 2009         | 21/03/2009      | 15                  | 9             |            |
| Midwinter Tales                                          | 2013         |                 |                     |               |            |